# Kirsbach (Hunger Bach)
Der Kirsbach ist ein 595 m langer, rechter Zufluss des Hunger Bachs und gehört zum Flusssystem der Dhünn, einem Nebenfluss der Wupper.

## Geographie

### Verlauf
Der Kirsbach entspringt auf halber Strecke zwischen Oberkirsbach und Unterkirsbach in zwei Quellläufen. Er fließt oberhalb von Unterkirsbach nach Osten und mündet dort in den Hunger Bach.
Der Kirssiefen fließt ihm auf linker Seite zu.

### Flusssystem Dhünn
- Liste der Fließgewässer im Flusssystem Dhünn